# Ушаков, Виталий Владимирович
Вита́лий Влади́мирович Ушако́в (18 июля 1920, Троице-Лобаново, Ступинский район — 1987, Москва) — советский пловец и ватерполист, участник Олимпийских игр, многократный чемпион и рекордсмен СССР. Заслуженный мастер спорта СССР (1946), Заслуженный тренер СССР. Судья всесоюзной категории по водному поло (1956).
Окончил ГЦОЛИФК, а также Высшую школу тренеров при ГЦОЛИФК (1937).

## Биография
В конце 1940-х – начале 1950-х годов занимался плаванием, становился 42-кратным чемпионом СССР на различных дистанциях вольным стилем, на боку и в эстафетах. Устанавливал рекорды страны и Европы. С 1935 по 1948 год выступал за московское «Торпедо», а затем за «Профсоюзы-1». В 1948 году стал чемпионом СССР по водному поло.
На Олимпиаде в Хельсинки в составе сборной СССР провёл 1 матч. В следующем году возглавил сборную и работал с ней до 1963 года. Под его руководством команда завоевала бронзовые и серебряные медали на Олимпийских играх в 1956 и 1960 году. Сборная РСФСР во главе с Виталием Ушаковым в 1956 году выиграла Спартакиаду.
Скончался в 1987 году в Москве. Похоронен на Даниловском кладбище.

## Награды
- орден Трудового Красного Знамени (27.04.1957) — «за успехи, достигнутые в деле развития массового физкультурного движения в стране, повышения мастерства советских спортсменов, и успешное выступление на международных соревнованиях»
- Орден «Знак Почёта» (16.09.1960) — за успешные выступления в XVII летних и VIII зимних Олимпийских играх 1960 года, а также за выдающиеся спортивные достижения[3]